# Tom Sullivan (Sänger)
Tom Sullivan (* 27. März 1947 in West Roxbury, Massachusetts) ist ein US-amerikanischer Sänger, Autor, Schauspieler und Entertainer.

## Leben
Tom Sullivan kam zu früh zur Welt und musste zunächst in einem Inkubator versorgt werden. Durch einen Fehler bei der Sauerstoffzufuhr erblindete er, überlebte aber ohne weitere Schädigungen. Er wurde am Perkins Institute for the Blind, am Providence College und in Harvard ausgebildet. Als Kind erlernte er das Klavierspiel, später wurde er Sänger, Komponist und Entertainer.
1969 heiratete er Patricia M. Steffen; aus der Ehe gingen zwei Kinder hervor.
1975 kam sein autobiographisches Werk If You Could See What I Hear heraus, das zum Bestseller avancierte. 1982 wurde das Buch mit Marc Singer in der Hauptrolle verfilmt; Sullivan schrieb einen großen Teil der Filmmusik. Weitere Bücher, die er schrieb, waren Common Sense, You Are Special und The Leading Lady. Dinah's Story, die Geschichte seines Blindenhunds. Dieses Buch wurde ebenfalls ein Bestseller. Es folgten Special Parent, Special Child, That Nelson und Seeing Lessons. Adventures in Darkness erschien in einer deutschen Übersetzung mit dem Titel Der Sommer, als mein Leben begann. Sullivan schrieb außerdem Together, Alive Day und A Holy Spirit.
Sullivan arbeitete für als Moderator für die Sendung Good Morning America. Als Schauspieler trat er zwischen den 1970er- und 1990er-Jahren in einigen Fernsehserien auf, darunter M*A*S*H, Mork vom Ork, Fame – Der Weg zum Ruhm, Knight Rider, Ein Engel auf Erden, Beverly Hills, 90210 und Ein Hauch von Himmel. Eine Nebenrolle hatte er in dem starbesetzten Katastrophenfilm Verschollen im Bermuda-Dreieck (1977). Sullivan wurde für zwei Emmy Awards nominiert und erhielt 1997 den Helen Keller Award der American Foundation for the Blind für sein Lebenswerk.